# Robert II. (Schottland)

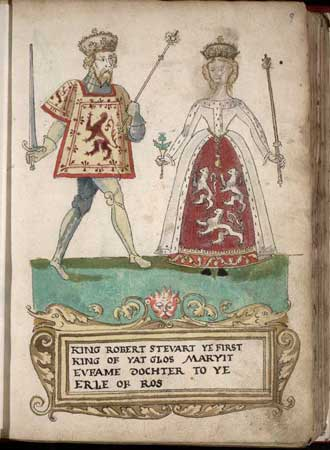
Robert II. von Schottland und Euphemia von Ross

Robert II. von Schottland (* 2. März 1316 in Paisley, Renfrewshire; † 19. April 1390 in Dundonald Castle, Ayrshire; eigentlich Robert Stewart) war von 1371 bis zu seinem Tode schottischer König. Vor seinem Amtsantritt im Alter von 55 Jahren war er Truchsess (Steward) von Schottland. Er begründete die Königsdynastie der Stewarts. Robert war der einzige Sohn von Walter Stewart und Marjorie Bruce, der Tochter von König Robert the Bruce und dessen erster Ehefrau Isabella von Mar. Er kam vermutlich per Kaiserschnitt auf die Welt; seine Mutter starb wenige Stunden nach der Geburt.

## Regentschaft
1318 beschloss das schottische Parlament eine neue Nachfolgeregelung: Sollte Robert the Bruce ohne einen Sohn sterben, würde sein Enkel auf den Thron folgen. Doch die Geburt von David II. im Jahr 1324 verzögerte Roberts Thronbesteigung um beinahe 42 Jahre. Nachdem der noch junge David im Jahr 1329 König geworden war, übernahm der Truchsess eine wichtige Rolle in den schottischen Regierungsgeschäften. Er war einer der Anführer der schottischen Armee in der Schlacht bei Halidon Hill im Juli 1333. Nachdem er einige Siege über die Anhänger des abgesetzten Königs Edward Balliol erzielt hatte, wurden er und John Randolph als Guardian of Scotland zu Regenten gewählt, während David nach Frankreich in Sicherheit gebracht wurde.
Nachdem Randolph von den Engländern gefangen genommen worden war, war Robert Stewart alleiniger Regent. Er konnte die königliche Autorität über Schottland wiederherstellen und ermöglichte damit die Rückkehr Davids im Jahr 1341. Am 16. Februar 1342 wurde er zum Earl of Atholl erhoben. In der Schlacht von Neville’s Cross im Jahr 1346 wurde König David gefangen genommen, und Robert Stewart übernahm erneut als Regent die Amtsgeschäfte.

## Widerstand gegen David II.
Nach der Unterzeichnung eines Abkommens in Berwick-upon-Tweed, das die Zahlung eines hohen Lösegeldes vorsah, kehrte David im Jahr 1357 wieder nach Schottland zurück. Doch wegen der Armut des Landes war es nicht möglich, das Lösegeld zu bezahlen. Zwar wurden einige Raten abgestottert, doch David strebte danach, die Schuld zu begleichen, indem er den englischen König Eduard III. oder einen seiner Söhne zum schottischen Thronfolger ernennen wollte. Eine weitere Kränkung für Robert war, dass er (wahrscheinlich zu Unrecht) von David beschuldigt wurde, ihn bei Neville’s Cross im Stich gelassen zu haben.
Im November 1357 wurde ihm der Titel Earl of Strathearn verliehen.
Im Jahr 1363 führte Robert Stewart eine Rebellion gegen den König an. Doch die Rebellion wurde bald niedergeschlagen und er musste sich ergeben. Zusammen mit vier seiner Söhne wurde er gefangengesetzt, unter anderem im Loch Leven Castle, in dem 200 Jahre später auch seine direkte Nachfahrin, die schottische Königin Maria Stuart, arretiert wurde. Kurz vor Davids Tod im Februar 1371 wurde er freigelassen und einen Monat später zum König von Schottland gekrönt.

## König

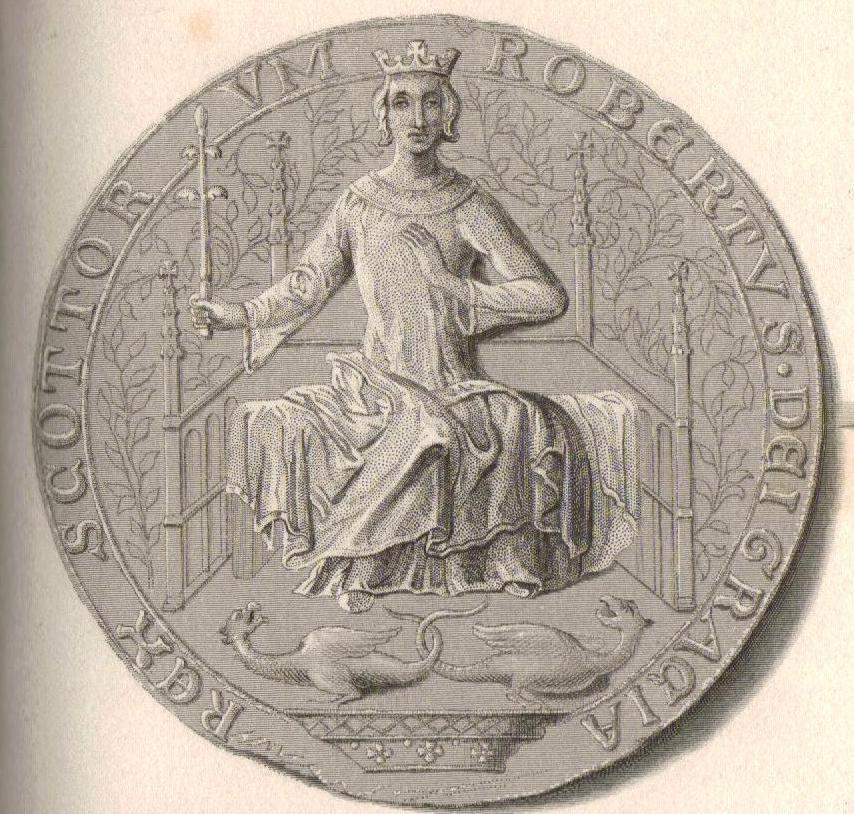
Königliches Siegel

Gemäß den von Robert the Bruce im Jahr 1318 erlassenen Gesetzen trat nun Robert Stewart die Thronfolge an und wurde im März 1371 in Scone zum König gekrönt. Er war kein besonders aktiver König und kümmerte sich kaum um die Regierungsgeschäfte. So übernahmen einflussreiche Adlige die Kontrolle in mehreren Bereichen des Staatswesens. 1378 brach erneut ein Krieg gegen England aus, doch der König beteiligte sich nicht persönlich an den Kämpfen. Nachdem unter anderem Edinburgh niedergebrannt worden war, endete der Konflikt 1388 mit dem Sieg der Schotten in der Schlacht von Otterburn.
Aufgrund des fortgeschrittenen Alters und der Gebrechlichkeit des Monarchen ernannte 1389 das Parlament seinen zweitältesten überlebenden Sohn, Robert Stewart, 1. Duke of Albany, zum Regenten. Der König starb 1390 im Dundonald Castle und wurde in Scone beigesetzt. Sein ältester überlebender Sohn John trat als Robert III. die Thronfolge an.

## Familie
In erster Ehe vermählte sich Robert mit Elizabeth Mure of Rowallan, mit dieser hatte er die folgenden Kinder:
- John (1337–1406), als Robert III., König von Schottland
- Walter (1338–1363), Earl of Fife, heiratete Isabella, Countess of Fife
- Robert (1340–1420)
- Alexander (1343–1394)
- Margaret, heiratete John MacDonald, Lord of the Isles
- Marjorie, heiratete John Dunbar, Earl of Moray
- Joan, heiratete Sir John de Keith, dann 1379 John Lyon of Glamis und in dritter Ehe Sir James Sandilands of Calder
- Elizabeth, heiratete Thomas Hay
- Isabella, heiratete 1371 James Douglas, 2. Earl of Douglas und in zweiter Ehe John Edmonston
- Katharine, heiratete David Lindsay, 1. Earl of Crawford

Seine erste Ehe war lange Zeit umstritten. Er hatte Elizabeth Mure, seine ehemalige Mätresse, im Jahr 1336 geheiratet. Doch viele hielten die Ehe nicht für rechtmäßig, wovon auch die Kinder aus dieser Ehe betroffen waren. 1349 wurde die Heirat wiederholt, um die Ehe zu legitimieren. Diese Tatsache sollte später zu einem Konflikt zwischen den Abkömmlingen der ersten Ehe (darunter Jakob I.) und jenen der zweiten Ehe führen.
In zweiter Ehe heiratete er Euphemia de Ross, die Witwe seines ehemaligen Amtskollegen John Randolph. Sie schenkte ihm die Kinder:
- David (um 1360–1389), 1. Earl of Strathearn und 1. Earl of Caithness[1][2]
- Walter (1360–1437), 1. Earl of Atholl, hingerichtet wegen des Mordes an seinem Neffen Jakob I.
- Margaret
- Egidia, heiratete Sir William Douglas († 1392), Laird of Nithdale and Galloway
- Elizabeth

Robert II. hatte darüber hinaus acht illegitime Kinder von meist unbekannten Frauen; darunter John, der Stammvater der Earls of Bute.
Durch die Ehe seiner Tochter Joan mit John Lyon of Glamis ist König Robert ein direkter Vorfahr von Elizabeth Bowes-Lyon und damit auch von der verstorbenen Königin des Vereinigten Königreichs Elisabeth II. und ihrer Nachkommen.